# 生命印迹
生命印迹（Biosignature），有时称作化学化石或分子化石是指能提供过去或现在生命科学证据的所有物质如元素、同位素或分子等以及现象。生命的可探测属性包括其复杂的物理或化学结构以及对自由能的利用和产出的生物质及废料。生命印迹可提供地外生物的证据，通过寻找它们独特的副产品可直接或间接地检测到它们的存在。

## 种类
一般来说，生命印迹可分为十大类：
1. 同位素模式：生物活动过程所需的同位素证据或模式。
2. 化学：生命活动产生的化学特征。
3. 有机物：由生命过程形成的有机物。
4. 矿物：表明生命活动成分和/或形态的矿物或生物矿物相（如生物磁铁矿）。
5. 微结构和组织：生物形成的胶结物、微结构、微体古生物和薄膜。
6. 宏观物理结构和组织：表明微生物生态系统、生物薄膜（如叠层石）或大型有机体化石的结构。
7. 时间性变异：表明生命存在的大气层气体、反射率或宏观外观的变化。
8. 表面反射特征：可远程探测到因生物色素引起的大范围反射特征。
9. 大气气体：全球范内可能由代谢和/或水作用形成的气体。
10. 技术特征：表明技术先进文明的特征[5]。

## 生存能力
确定一种潜在的生命印迹是否值得研究是一个非常复杂的过程。在此之前，科学家必须充分考虑所有可能的其它解释，包括研究其区别于其他行星的独特微小细节，以及对行星上出现偏离所预期非生物作用过程的理解。对于一颗有生命的行星来说，这些差异可能非常小，或者根本不存在，这就增加了发现生命印迹的难度。多年的科学研究最终形成了三个基本条件：可靠性、生存能力和可探测性。

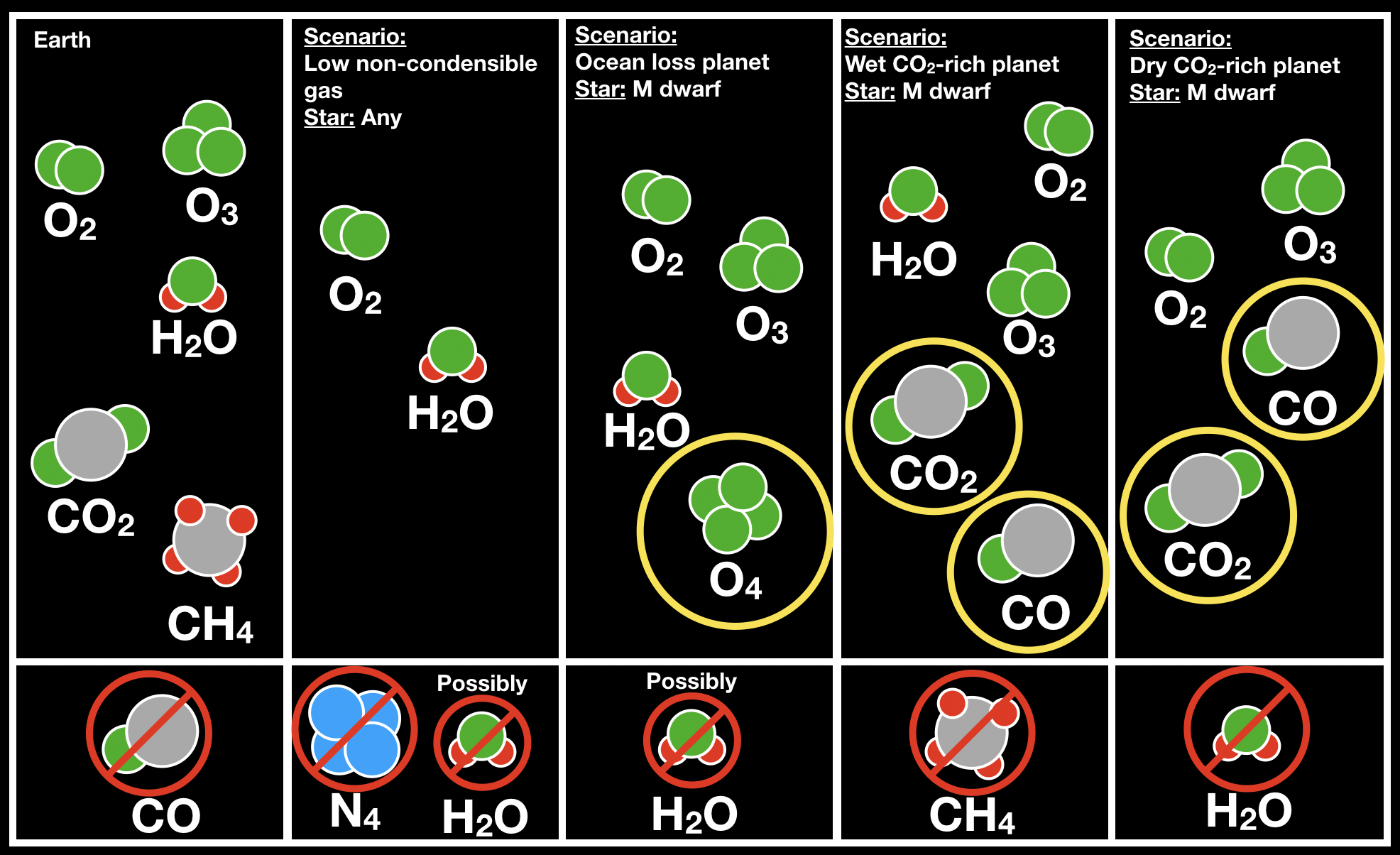
各类行星上氧的伪阳性机制状况。每个大矩形框中的分子代表了行星大气光谱的主要促成因素。黄圈中的分子，代表一旦检测到它们，将有助于确认伪阳性生命印迹。此外，如果检测不到红圈所划掉的分子，则也将可帮助确认伪阳性生命印迹。该配图出自维多利亚·梅多斯的《2018年氧作为生物标记的研究》。

### 可靠性
生命印迹必须能支配所有其他可能产生类似物理、光谱和化学特征的过程。当研究一个潜在的生命印迹时，科学家必须仔细考虑所有其他可能的生物信号来源。已知有许多生命形式可以模拟地球化学反应。事实上，关于生命起源的理论之一涉及到分子如何利用它们所释放的能量来催化地球化学反应，其中的一些是已知最早的代谢产物（见产甲烷作用）。在此情况下，科学家需要找出地球化学循环中的不平衡，这种不平衡表明一种反应发生的频率比它应该发生的频率要高或低，这种不平衡就可解释为生命迹象。

### 持久性
生命印迹必须能维持足够长久的时间，以便探测器、望远镜或人类能够探测到它。生物有机体利用代谢反应获取能量的结果是产生代谢废物。此外，有机体的结构可作为化石被保存下来，我们知道地球上有些化石的年代长达35亿年。这些副产物可成为极好的生命印迹，因为它们为生命提供了直接的证据。然而，要成为一种可行的生命印迹，这种副产物随后必须保持完整，以便科学家可以发现它。

### 可探测性
作为所研究的生命印迹，它必须能够被现有的技术检测到，这似乎是一个显而易见的基本前提。然而许多情况下，生命可能存在于某一星球，但受人为因素的限制，却无法被察觉到。

#### 伪阳性
每一种可能的生命印迹都有与之相关的独特伪阳机制，或能模拟可检测生命印迹特征的非生物过程。这方面的一个重要示例就是以氧作为生命印迹。在地球上，大部分生命都离不开氧，而氧气是光合作用的副产品，而后被其他形式的生命用来呼吸。氧在光谱中也很容易被检测到，在相对较宽的波长范围内有多个波段，因此它是一种非常好的生命印迹。但是，因与之相关的伪阳机制，仅仅在行星大气层中发现氧气并不足以证实是一种生命印迹。有一种可能性是，如不可冷凝性气体量较低或者失去大量水份，氧气则可通过光解作用以非生物方式积聚起来。发现并从其可能的伪阳机制中辨别一种生命印迹是生存能力测试中最复杂的部分之一，因为它需要依靠人类的智慧来打破非生物-生物简并，如果大自然允许的话。

#### 伪阴性
与伪阳性相反，伪阴性生命印迹会出现在其它可能存在生命情况的行星上，但那些地方有一些作用使得潜在的生命印迹无法被探测到。这是一正持续不断研究的问题和领域，以为未来能观测到系外行星大气的望远镜做进一步的准备。

#### 人类局限性
此外，探测器和望远镜是由大量各有不同关注点的科学家共同合作而成。因此，新的探测器和望远镜携带了各式各样的仪器，实际是对所有人特定投入的折中。为了让各类科学家能够探测到与生命迹象无关的东西，就可能必须舍弃仪器搜索生命印迹的能力。

## 示例

### 地球微生物学

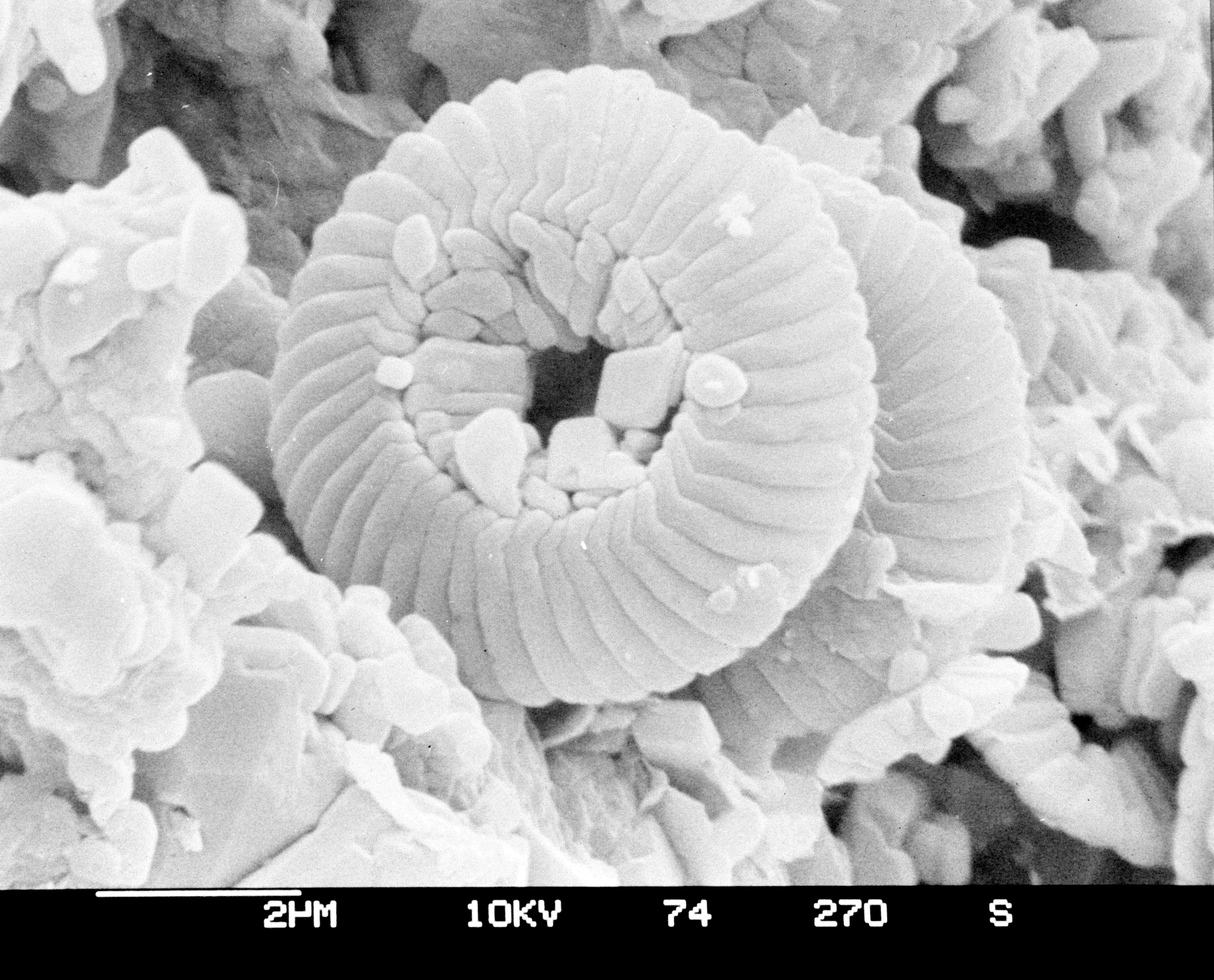
深海钻探计划获得的沉积物岩芯微化石电子显微照片。

地球上的古代记录让我们了解到微生物生命产生了怎样的地球化学特征，以及这些特征如何在整个地质期中被保存下来的。一些相关的学科如地球化学、地球生物学和地质微生物学，经常使用生命印迹来确定样本中是否是或曾存在过生命（有机体）。这些可能的生命印迹包括：(a) 微体化石和叠层石；(b) 有机质中碳、氮和氢的分子结构（生物标记）和同位素成分；(c) 矿物的多种硫氧同位素比值；(d) 氧化还原敏感金属（如铁、钼、铬和稀土元素）的丰度关系及同位素构成。
例如，在样本中测得的特定脂肪酸可指示生活在这种环境中的是哪些类型的细菌和古菌。另一种示例是浮游细菌产生的含有23个以上原子的长链脂肪醇，从这一意义上说，地球化学家通常更喜欢用生物标记这一术语。另一个例子是土壤或沉积物中以烷烃、醇类和脂肪酸形式存在的直链脂类，其碳原子数为20-36个。泥炭沉积表明其来源于高等植物的表皮蜡质。
生命过程可产生一系列的生命印迹，如核酸、脂类、蛋白质、氨基酸、油母质物质以及岩石和沉积物中可检测到的各类形态特征等。微生物常常与地球化学过程相互作用，在岩石记录中留下指示生命印迹的特征，例如，碳酸盐岩中微米级细菌孔隙在透射光下类似于包裹体，但具有不同的大小、形状和模式（漩涡状或树枝状），并且其分布不同于普通流体包裹体。一种潜在的生命印迹既可能是由有机生命产生的迹象，但也可能有其他非生物的无机起源。

### 形态学

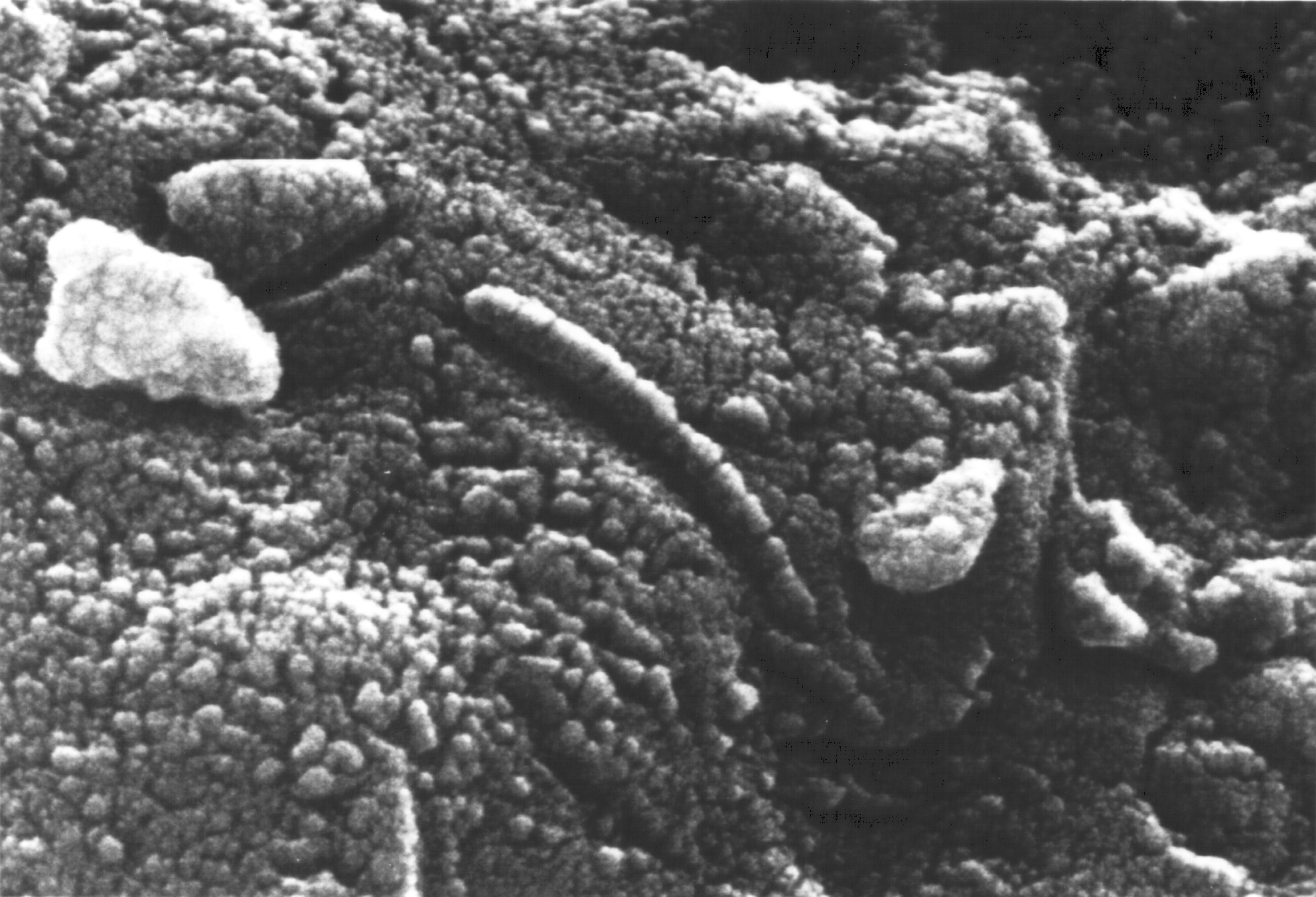
一些研究人员认为，火星艾伦丘陵陨石84001上的这些微结构可能是细菌化石。

另一种潜在的生命印迹可能是生物形态学，因为某些物体的形状和大小可能表明过去或现在存在的生命。例如，火星艾伦丘陵陨石84001中的微磁铁矿晶体是该样本数个可能的生命印迹中争论最久的一个。对火星艾伦丘陵陨石84001中可能的生物矿化研究，因其形状类似于已知的细菌，曾被推定为微生物化石，一种可能的生命印迹，但大多数科学家最终得出的结论是，它们太小，不可能成为化石细胞。
从这些讨论中形成的一种共识，现在被视为一项关键的要求，就是除了支持这些特殊主张的所有形态数据外，还需要进一步的证据链。当前，科学界的共识是“形态学本身不能单独作为探测原始生命的工具”。形态学的解释是出了名的主观，它的单独使用就导致了无数的错误解释。

### 化合物
没有一种单一化合物能证明生命的存在，相反，单一化合物则是所有有机化合物中某种选择作用所呈现的独特模式。例如，降解细胞留下的膜脂将被浓缩，具有有限的尺寸范围，并且包含偶数个碳。类似地，生命只使用左手氨基酸 。然而，生命印迹不必是化学的，也可以通过独特的磁性生物信号来暗示。
在火星上，表面氧化剂和紫外线辐射将改变或破坏火星表面或地表附近的有机分子。在此类研究中，一个可能会增加歧义的问题是，毫无疑问在整个火星历史中，非生物性的富有机质球粒陨石曾雨点般地降落在火星表面。但与此同时，火星土壤中的强氧化剂以及电离辐射的暴露可能又会改变或破坏陨石或生物体的分子特征。另一种方法是寻找埋藏的结晶矿物丰度，如可保护有机物免受电离辐射和强氧化剂破坏的黏土和蒸发岩。在地球上，生物有机质在古老的水沉积物中得以保存下来，而在火星上，由于也发现了表面和近地表存在同时代的水环境，因此，对火星生命印迹的探寻变得更有前景。

### 大气层
系外行星大气层的特征特别重要，因为大气提供了近期最可能的观测结果，包括宜居性指标和生命印迹。在数十亿年的时间中，行星上的生命过程会产生一种不同于普通化学平衡中形成的化学混合物。例如，地球上的生命会产生大量氧气和少量的甲烷。
由于独特的生物源色素作用，如光养生物和光合生命形式色素，一颗系外行星的颜色或反射光谱也可被用作一种生命印迹。
科学家以地球为例，将从远处观察到的它（见暗淡蓝点）与太阳系外所观测的星球进行比较。紫外辐射下的生命形式也可能会诱发可见的生物荧光，这将能被正在开发的新一代空间天文台所探测到。
一些科学家曾报告了探测地外大气中氢和甲烷的方法，宜居性指标和生命印迹必须在行星和环境背景下进行解释，例如氧和甲烷的共同存在可能表明生命产生的极端热化学失衡。在提出的14000种大气生命印迹中，有两种是二甲基硫醚和氯甲烷(CH
3Cl)，另一种生命印迹是甲烷和二氧化碳的组合。
金星大气中探测到的磷化氢被认为是一种可能的生物标志物。

#### 火星上的甲烷

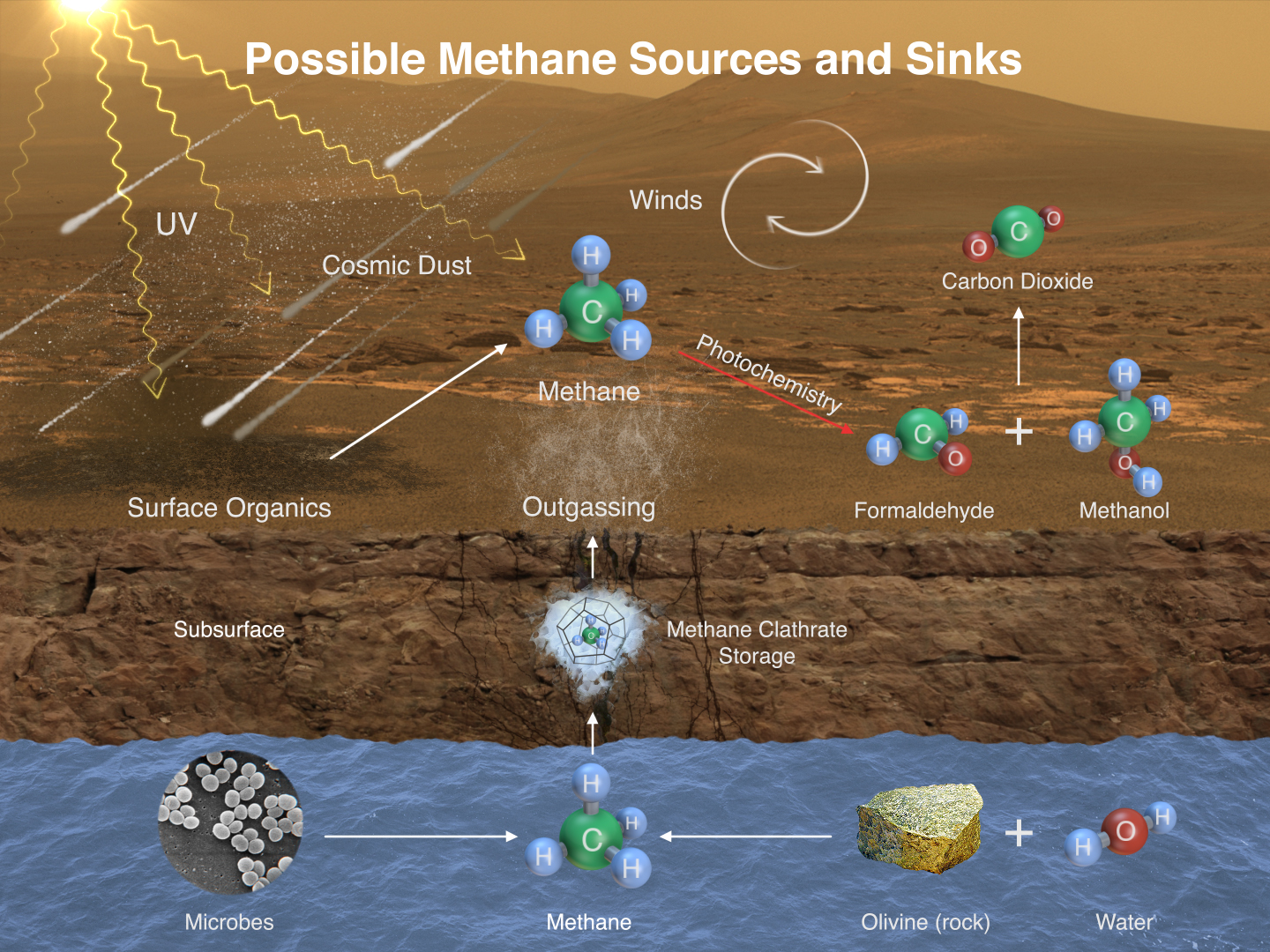
火星上的甲烷（CH_{4}）—可能的来源和降解模式。

火星大气层中的甲烷是一个正在研究中的领域，也是一个极具争议的课题。由于大气层中的甲烷有被光化学破坏的趋势，而行星上过量存在的甲烷则可能表明必定有一个活跃的来源。由于地球上甲烷最强的来源是生命，因此，观察另一颗星球上甲烷丰度的不平衡可能是一种探测生命印迹的可行手段。
自2004年以来，轨道飞行器和登陆到火星表面着陆器上的各种仪器以及地面望远镜，已经多次探测到火星大气中的甲烷。这些任务报告的各地体积比（ppbv）“背景水平”变动范围从0.24ppbv和0.65ppbv直至高达45±10ppbv。
欧空局-俄罗斯联邦航天局联合开展的“火星地外生物学任务”（ExoMars）中，“火星微量气体任务卫星”（Trace Gas Orbiter）搭载的“大气化学光谱测量组合仪”(ACS)和“掩日与天底点光谱仪”(NOMAD)，在火星两半球经纬度范围内都没探测到甲烷。这些高度灵敏仪器可检测到浓度为0.05ppbv的甲烷，而这一检测不到的结果与之前用不太灵敏仪器所观察到的情况形成很大的矛盾。在目前有关火星大气中是否存在甲烷的争论中，这一结果仍将是一个强有力的论据。
此外，目前的光化学模型无法解释火星大气中甲烷的存在及它在空间和时间上的快速变化，它的快速出现和消失都还无法解释。由于根据甲烷中碳-12和碳-14同位素比例可区分生物成因和非生物成因，因此，为排除甲烷的生物成因，未来的探测器或着陆器需要携带一台质谱仪，类似应用δ13C标准来辨别地球上生物成因的甲烷一样。

### 大气失衡

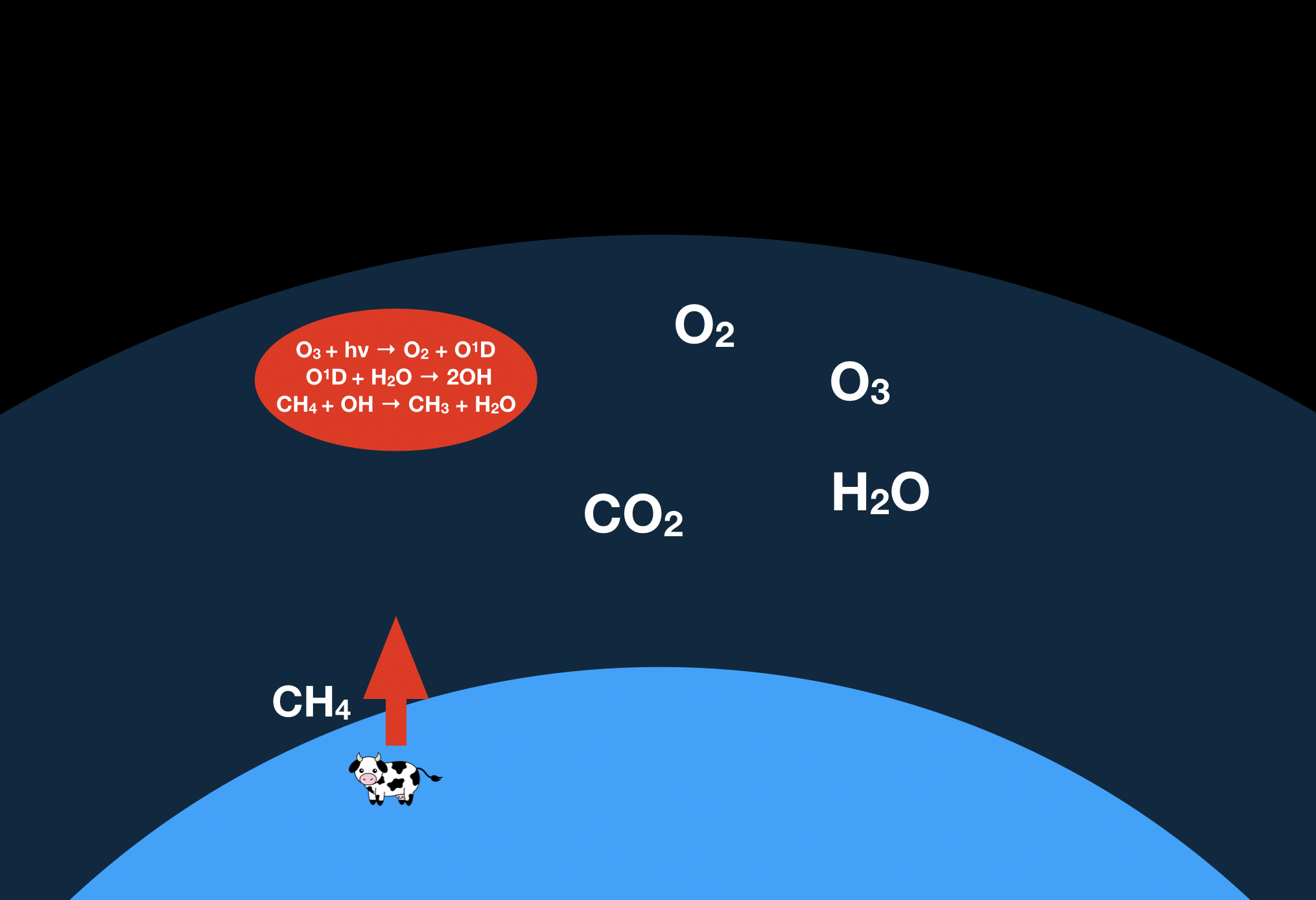
地球表面甲烷的主要来源是生物源产出。甲烷在大气层中会发生光化学降解，但如果通量足够大，它就会聚积起来。如在另一颗行星的大气层中可探测到甲烷，特别是在G或K型主恒星中，就可能被解释为一种可靠的生命印迹。

大气中各类气体丰度的不平衡可以解释为一种生命印迹。在地球上，生命极大地改变了大气，其他任何作用过程都不大可能复制。因此，偏离平衡是一种生命印迹的证据，例如，地球大气中甲烷的丰度比平衡值高出一个数量级，这是因为地表生命不断的释放，使甲烷始终维持着恒定的流量。根据宿主恒星的不同，另一颗行星上甲烷丰度的不平衡可能预示着一种生命印迹。

#### 不可知的生命印迹
由于地球生命是唯一已知的生命形式，所以对生命印迹的寻找受到地球上生命产物的严重影响。然而，与地球生命不同的生命也可能产生出可被人类探测到的生命印迹，虽然对其特有的生物学一无所知。这种形式的生命印迹被称为“不可知生命印迹”，因为它独立于产生它的生命形式。人们普遍认为，所有生命—无论它与地球生命有多么不同—都需要能量源才能茁壮成长，这必然涉及到某种可用于新陈代谢的化学不平衡。地质过程是独立于生命的，如果科学家能够很好地限定另一颗行星的地质，那么就能知道该行星特定的地质平衡应该是什么，而偏离地质平衡则可解释为大气失衡和不可知的生命印迹。

### 反生命印迹
与探测到生命印迹一样，找到生命不存在的证据也是对行星的一项重大发现。生命依靠氧化还原反应的不平衡将可用资源代谢成能量。证据表明，由于观察到的氧化还原失衡，行星上没有任何东西在利用“免费午餐”，这被称为反生命印迹。

#### 火星大气
火星大气中含有大量光化学产生的还原分子CO和H2，大部分大气并非氧化性的，导致了一种生命可利用而未被利用的能量源，如果它们的新陈代谢与这些中的一种或两种还原性分子相兼容的话。由于这些分子可被观察到，因此，科学家们将其作为反生命印迹的证据，并用这一概念来反驳火星上存在生命的论点。

## 太阳系内的探索任务
天体生物探索建立在这样一个前提之上：太空中所遇到的生物信号将被认为是地外生命。一种生命印迹的可用性不仅取决于它是由可能的生命所创造，也取决于它决非由非生物（无机）过程所产生。概括而言，被发现的地外生命形式（过去或现在）证据，需要证明该可能的生命印迹是由活跃生命或遗骸所产生，与大多数科学发现一样，生命印迹的发现需要证据积累，直止没有其他解释的存在。
一种可能的生命印迹样本包括在无生命情况下，几乎无法形成的复杂有机分子或结构：
1. 细胞和细胞外形态
2. 岩石中的生物分子
3. 生物有机分子结构
4. 手性特性
5. 生物成因矿物
6. 矿物和有机化合物中的生物同位素模式
7. 大气层气体
8. 光合色素

### “海盗号”火星任务
上世纪70年代，海盗号火星探测任务进行了首次探访，目的是寻找另一颗星球上的生命印迹。两架海盗登陆器都进行了三次生命探测实验，以寻找新陈代谢的迹象。然而，最终宣布的结果为尚无定论。

### 火星科学实验室
火星科学实验室任务的好奇号火星车目前正在评估火星过去和现在环境可能的宜居性，并尝试探测火星表面的生命印迹 。火星科学实验室所安装的仪器包，可检测以下类型生物信号：生物体形态（细胞、化石本身、铸型）、生物纤维（包括微生物垫），诊断有机分子、同位素特征、生物矿化和生物蚀变证据、化学中的空间模式以及生物成因气体。好奇号探测器的以露头为目标，最大限度地寻找保存在沉积矿床中的“化石”有机物。 

### 火星天文生物学任务轨道器
2016年火星天文生物学任务的火星微量气体任务卫星是一颗火星通信轨道器和大气分析仪。它在释放斯基亚帕雷利EDM登陆器后，开始进入探测轨道，绘制火星上甲烷和其他气体的来源图，这将有助为2022年发射的罗莎琳德·富兰克林号火星车选择着陆地点。罗莎琳德·富兰克林号火星车任务的主要目标是通过一台能采集到2米（6.6英尺）深样本的钻机，在地表和地下寻找远离地表辐射破坏的生命印迹。

### 火星2020任务
火星2020任务于2020年发射升空，旨在调查火星上与天体生物学相关的古老环境，调查其表面地质运动和历史，包括评估过去的宜居性、过去曾存在过生命的可能性。此外，它还将保存最有趣的样本，以便将来可能送回地球。

### 土卫六蜻蜓号
美国宇航局的蜻蜓号着陆器/飞行器概念计划于2025年发射，它将在土卫六富含有机物的表面和大气层中寻找生命印迹的证据，并研究其可能的生命前原始汤。土卫六是土星最大的卫星，并被普遍认为有一个由咸水组成的巨大地下海洋，此外，科学家认为土卫六可能具备促进生命起源所必需的化学条件，使其成为发现生命印迹主要的候选地。

### 欧罗巴快船

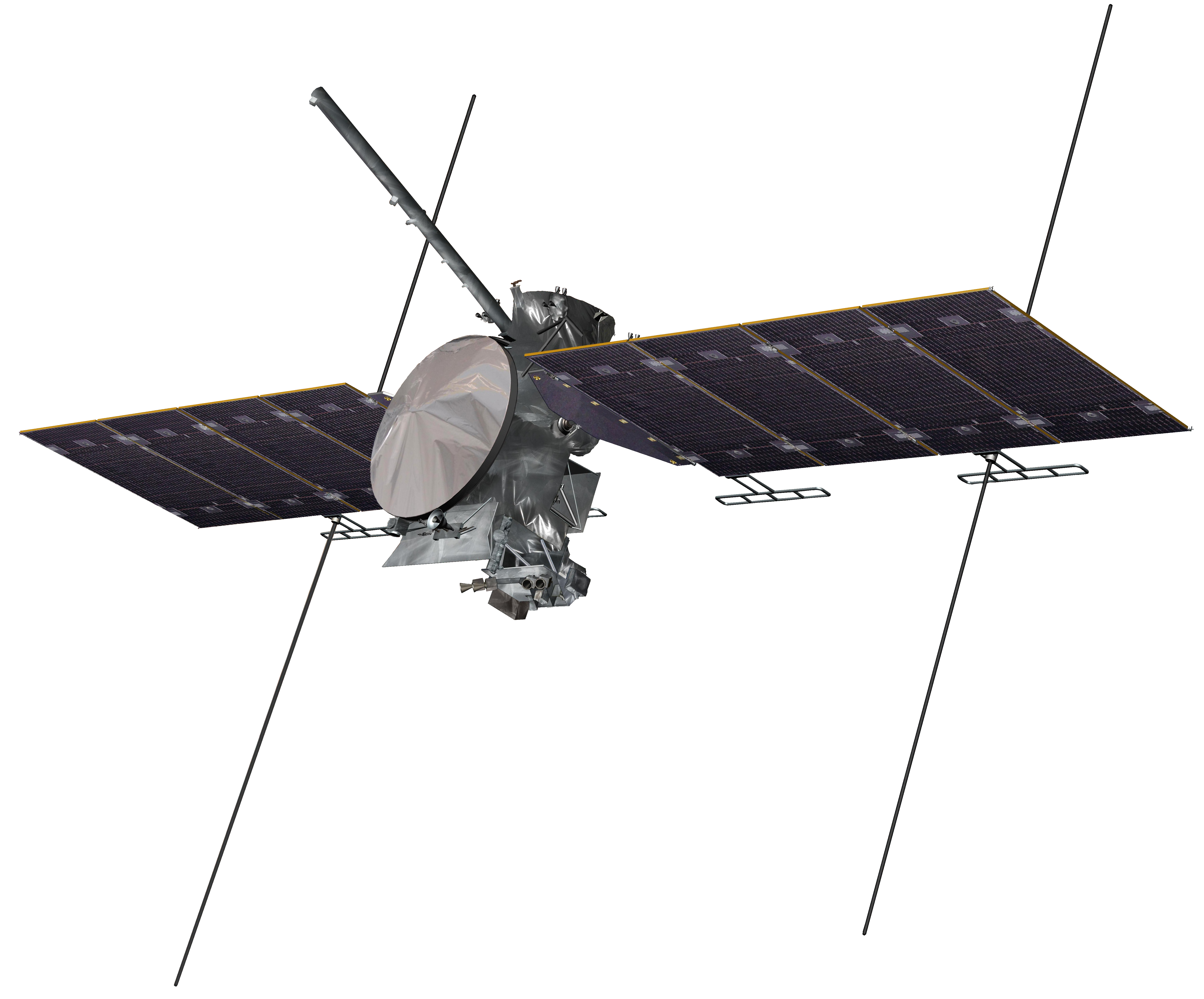
欧罗巴快船

美国航天局的欧罗巴快船是一艘计划飞往木星最小的伽利略卫星—木卫二的探测器，它定于2024年发射，以研究木卫二的潜在宜居性。木卫二是太阳系中发现生命印迹的最佳候选地之一，当前的科学共识是它拥有一个地下海洋，其液态水体积达到地球的两到三倍。地下海洋的证据包括：
- 旅行者1号（1979年）：拍摄了有史以来木卫二的首张特写照片。科学家们提出，地表上类似构造的痕迹可能是由地下海洋造成的[87]。
- 伽利略号（1997年）：探测器上的磁强计探测到了木卫二附近磁场的细微变化。这后来被解释为由于木卫二上导电层中的电流感应导致预期磁场中断，这一导电层的组成与咸水的地下海洋相一致[88]。
- 哈勃空间望远镜（2012年）：拍摄了一张木卫二的照片，显示有证据表明有一股水汽从木卫二表面喷发出来[89][90]。

“欧罗巴快船”探测器将携带检测地下海洋和厚冰层及其成分构成的仪器，此外，它还将绘制地表地图，以研究可能由地下海洋所引起的构造活动特征。

### 土卫二

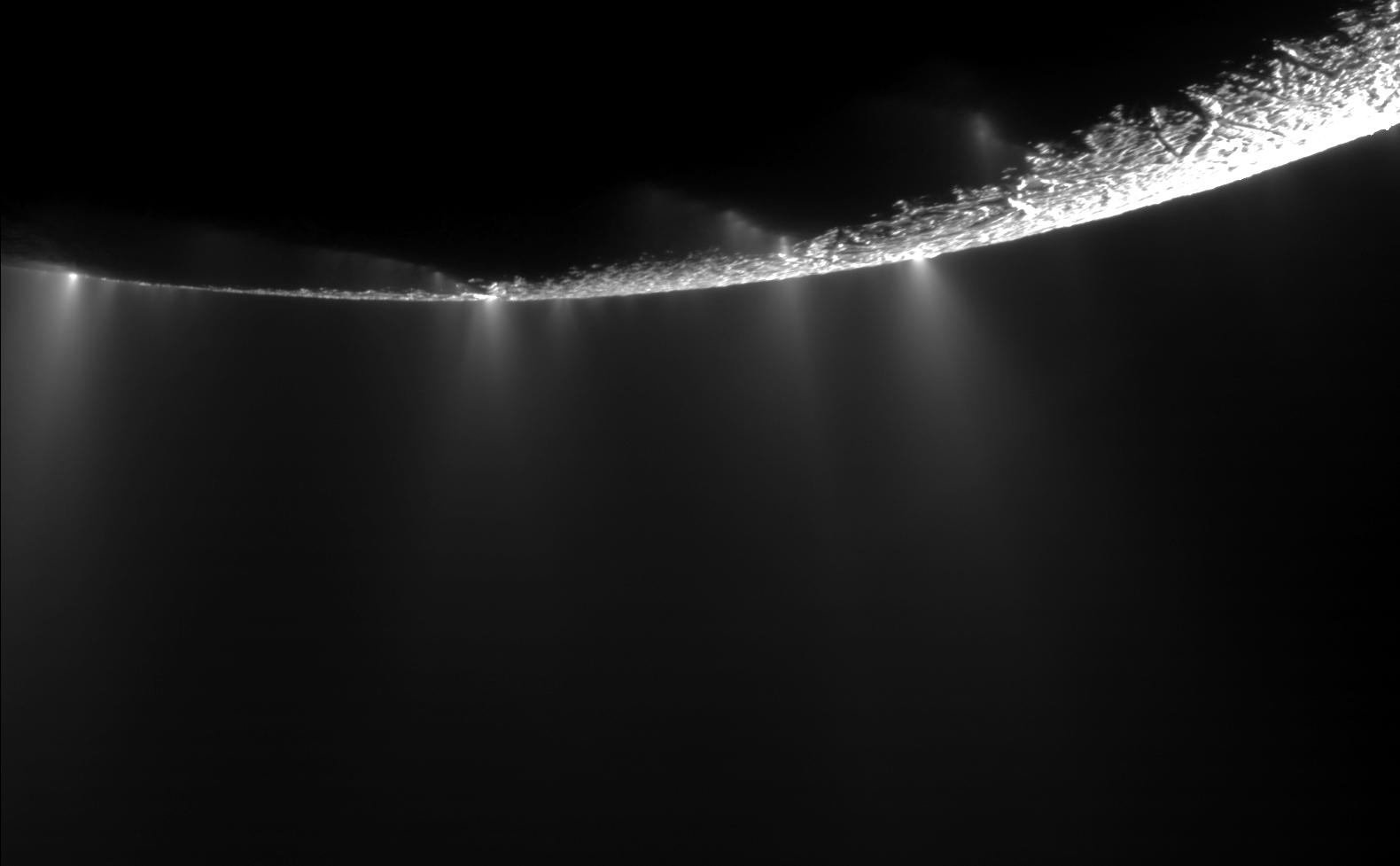
土卫二表面水冰羽流图，未来的任务将调查这些间歇喷流，以测定其成分并寻找生命迹象。

虽然目前尚未制定探寻土星的第六大卫星—土卫二上生命印迹的计划，但在那里发现生命印迹的前景令人兴奋，足以推动未来数个可能资助的任务概念。与木星的卫星木卫二相似，有很多证据表明土卫二上也存在地下海洋。卡西尼号探测器于2005年首次观测到水汽羽流，随后检测出含有盐和有机化合物。2014年，使用土卫二重力测量获得了更多证据，得出在木卫二的冰壳下面实际蕴藏着一座大型海洋的结论。目前已设计的任务概念包括：
- 土卫二生命发现者(ELF)[99][100]
- 土卫二生命特征与宜居性调查[101]
- 土卫二有机物分析仪[102]
- 土卫二探测器(En-Ex)[103]
- 土卫二和土卫六探测者(E2T)[104]
- 土卫二和土卫六之旅(JET)[105][106]
- 土卫二生命调查(LIFE)[107]
- 土卫二海洋宜居性测试 (THEO)[108]

所有这些概念任务都有相似的科学目标：评估土卫二的宜居性并寻找生命印迹，与探索土卫二海洋世界的战略路线图保持一致。

## 太阳系外搜寻
距地球最近的可能宜居的系外行星是2016年发现的比邻星b，两者相距4.2光年（1.3秒差距，40万亿公里或25万亿英里）。这意味着，一艘以朱诺号（25万公里/小时）时速持续飞行的飞船，将需要1.81万余年才能抵达那里。换言之，目前派遣人类甚或探测器去寻找太阳系外生命印迹都是不可行的，鉴于这一事实，目前寻找太阳系外生命印迹的唯一方法就是用望远镜来观测系外行星。
尽管它的波长范围和分辨率仍无法与一些更重要的大气生命印迹气体波段（如氧气）相兼容，但它仍能检测到一些氧的伪阳性机制证据。
新一代地面30米级望远镜（30米望远镜和欧洲极大望远镜）将能在不同波长下获取高分辨率的系外行星大气光谱。这类望远镜将能区分一些更难辨别的伪阳性机制，例如通过光解的非生物性氧气积累。此外，它们的大视场将实现更高的角度分辨率，使直接成像研究变得更为可行。

## 另请参阅
- 生物指示物
- 应用现代旋光特性监测行星表面 (生命形式远程探测)
- 埋藏学